# Torpedera Guacolda

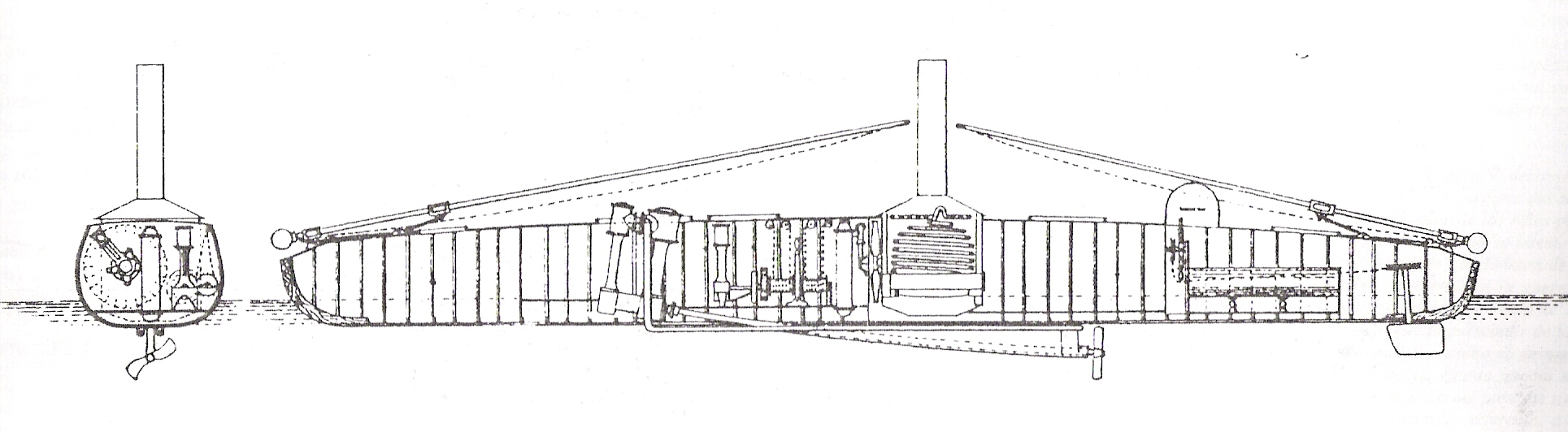
Corte longitudinal de una torpedera de la época.

La Guacolda fue una lancha torpedera del tipo Herreshoff de construcción inglesa, comprada por Perú al comienzo de la Guerra del Pacífico y cuyo nombre original era Alay, gemela a la República y la Alianza de la Marina de Guerra del Perú, que participaron en la Guerra del Salitre. La Guacolda fue capturada por la Armada de Chile en el puerto ecuatoriano de Ballenitas en su trayecto de Panamá al Callao y nunca pudo ser comisionada por Perú.

## Adquisición
A mediados de 1879, cuando Perú estaba en guerra con Chile, José Francisco Canevaro, segundo Vicepresidente del Perú, y el capitán de navío Ruperto Alzamora, compraron una lancha torpedera en Inglaterra. Esta torpedera fue enviada en barco a Nueva York y de ahí, embarcada a Colón, a donde llegó el 24 de octubre de 1879. Costó £ 9 mil.
Se le encargó al teniente 1° Manuel de la Barrera trasladar la lancha de Panamá a Perú. La lancha fue trasladada por ferrocarril a Panamá el 26 de octubre. Como estaba en mal estado, entró a mantenimiento y no partió de inmediato como se quería.
El 29 de noviembre de 1879 la torpedera estuvo lista y zarpó a las 4 pm a Ecuador, pero a las 9 pm se descompuso el condensador, regresando a Panamá y volviendo a zarpar el 2 de diciembre. La lancha torpedera era llamada Alay.
Sin embargo, agentes chilenos en los EE. UU. habían reportado las compras y el envío que violaban las leyes de neutralidad de los EE. UU. y de cualquier puerto que sirviese de escala al transporte de armas. Por esa razón, Antonio Jimenéz, cónsul chileno en Panamá, protestó y exigió la incautación del cargamento. Panamá pertenecía aún a Colombia oficialmente, pero en la práctica tenía su propio gobierno, cuyo secretario de estado, José María Alemán, asintió que no se permitiría el transporte, como había quedado establecido en el Tratado de amistad, comercio y navegación entre la República de Nueva Granada y la de Chile del 16 de febrero de 1844. Pero existía también un nuevo documento en que Panamá se había comprometido ante los EE. UU. a no interrumpir el tráfico de mercaderías entre los dos océanos.: 163  Finalmente se autorizó el traslado por ferrocarril a Ciudad de Panamá en la costa del Pacífico, lo que se hizo el 26 de octubre de 1879.
Se le encargó al teniente 1° Manuel de la Barrera ensamblar las partes, bautizarla bajo el nombre Alay y trasladar la lancha de Panamá a Perú. El montaje de las partes demoró y no se logró adecuadamente ya que tras el zarpe del 29 de noviembre de 1879 a las 4 p. m. a Ecuador, a las 9 p. m. se descompuso el condensador y tuvo que regresar a Panamá para volver a salir el 2 de diciembre.
Entretanto, el gobierno chileno, convenientemente informado por sus agentes, había enviado al transporte artillado Amazonas para impedir el aumento de la capacidad naval peruana, que habría integrado una veloz lancha a sus fuerzas.

## Captura
El Alay navegó hasta Manta, pero en el trayecto se acabó el carbón y tuvieron que quemar leña. El 13 de diciembre de 1879, los dos maquinistas desertaron y pasaron al vapor Casma, pero un maquinista de ese vapor, Juan Cabello, se hizo cargo voluntariamente de la lancha. Recién el 16 de enero de 1880, el Alay arribó a Manta, en donde se aprovisionó de carbón y víveres. El 15 de diciembre a las 7 p. m. los oficiales peruanos, el teniente 1.º de la Barrera y el alférez de fragata Vidal, fueron impedidos de reembarcarse por los ecuatorianos, que en número de 30 rodearon la lancha.[cita requerida] El teniente 1.º de la Barrera y el alférez de fragata Vidal viajaron a Guayaquil y al no encontrar la lancha, pensaron que está ya se había dirigido a Paita, donde estaba siendo esperada.[cita requerida] El 24 de diciembre arribaron a Paita el teniente 1° de la Barrera y el alférez de fragata Vidal[cita requerida] y pocas horas después, el Amazonas entró a la bahía remolcando a la lancha Alay.
El transporte artillado Amazonas, al mando de Manuel Thomson, estuvo el 17 de diciembre en Paita para dar caza a la lancha torpedera peruana. Tras inspeccionar las lanchas de la bahía, continuó su búsqueda al norte. El 23 de diciembre, el Amazonas capturó a la lancha torpedera Alay en el puerto ecuatoriano de Ballenitas. Encontró a la lancha Alay con sólo 3 marineros a bordo, pues los demás habían huido. 
Por la pérdida de la lancha, Manuel de la Barrera fue destituido en el empleo, borrado del escalafón militar y quedó inhábil para cualquier cargo militar, en noviembre de 1880.
El gobierno de Ecuador protestó por la incursión chilena en sus aguas interiores, pero no cambió los resultados.: 3 

## Servicio
La lancha torpedera estuvo en reparaciones en Chile hasta marzo de 1880, cuando la bautizan como Guacolda, se le pone bajo el mando del teniente 1° Luis A. Goñi y cumple su primer servicio en la flota encargada del Bloqueo del Callao, que empezaría con un intento de torpedear a la corbeta peruana Unión el 10 de abril de 1880. Se fue a pique a fines de abril de 1881 frente a las costas de Chincha, cuando era remolcada por el vapor Pisagua.
Entre 1879 y 1880, Chile mandó a adquirir, más de una docena de lanchas torpederas armadas con torpedos de botalón y casco de fierro. La primera Janequeo de 30 tons. junto con otras 2 de 5 tons. eran más pequeñas y embarcables en otros buques, la Colo Colo y la Tucapel. Le siguieron otras 7 lanchas de 35 tons. desplazamiento, del tipo Rucumilla (1.ª de la serie) que llegaron durante 1880 y otras 3 más de 25 tons., la primera Fresia. Todas fueron construidas en Inglaterra en el astillero Yarrow Shipbuilders Limited en Poplar, Inglaterra. Las dos últimas de 25 tons. arribaron a Valparaíso a fines de 1882, cuando ya no eran necesarias para la campaña de bloqueo de puertos.